# Sauvetage en rivière
Sauvetage en rivière byl francouzský němý film z roku 1896. Režisérem byl Georges Méliès (1861–1938). Natáčení probíhalo v květnu 1896. Film je považován za ztracený.
Jednalo se o imitaci krátkého filmu Up the River od britského režiséra Roberta W. Paula. Šlo o první delší film Mélièse, který se předtím inspiroval pouze filmy bratrů Lumièrů.